# Cary Grant
Cary Grant (născut Archibald Alexander Leach, n. 18 ianuarie 1904, Bristol, Regatul Unit – d. 29 noiembrie 1986, Davenport⁠(d), Iowa, SUA) a fost un actor britanic și una dintre marile stele americane de film ale Hollywood-ului de altădată.
Cary Grant s-a născut în Horfield, Bristol. Devine atras de teatru de la o vârstă fragedă după ce vizitează Hipodromul din Bristol. La vârsta de 16 ani, pleacă în turneu prin Statele Unite cu trupa sa de teatru. După o serie de spectacole reușite la New York, Grant decide să se mute în oraș. În anii 1920, se face remarcat pentru spectacolele de vodevil și face înconjurul Statelor Unite înainte să se mute la Hollywood în anii 1930.
Inițial, Grant a apărut în filme polițiste și drame precum Blonde Venus (1932), alături de Marlene Dietrich și She Done Him Wrong (1933), alături de Mae West. Mai apoi devine cunoscut pentru roluri romantice și comice în filme precum The Awful Truth (1937) cu Irene Dunne, Leopardul Suzanei (1938), alături de Katharine Hepburn, His Girl Friday (1940) și The Philadelphia Story (1940), cu Hepburn și James Stewart. Alte filme în care a jucat în această perioadă sunt filmul de aventură Gunga Din (1939), și comedia întunecată Arsenic and Old Lace (1944). Pentru filmele None but the Lonely Heart (1944) și Penny Serenade (1941) a fost nominalizat la Premiile Oscar, pentru cel mai bun actor.
În anii '40 și '50, Grant a dezvoltat o relație apropiată cu regizorul Alfred Hitchcock, care l-a distribuit pe popularul actor în filme lăudate de critici ca Suspicion (1941), Notorious (film din 1946), La nord prin nord-vest (1959) și Să prinzi un hoț (1955). Grant este amintit de critici ca fiind un actor suav, fermecător, care știa și să nu se ia prea în serios.
Grant a fost căsătorit de cinci ori, cu actrițe precum Virginia Cherrill, Betsy Drake și Dyan Cannon. Cu toate acestea s-a speculat că ducea o viață amoroasă secretă  cu actorul Randolph Scott. Se retrage din actorie în 1966 și urmează o carieră în afaceri. În 1970, îi este acordat un Oscar onorific, dăruit de Frank Sinatra. În 1981, îi este acordat Premiul Kennedy Center. Moare cinci ani mai târziu de la un accident vascular cerebral. În 1999, este clasat pe locul al doilea, după Humphrey Bogart, în topul celor mai buni actori ai Hollywood-ului de altădată de către Institutul American de Film.

## Filmografie

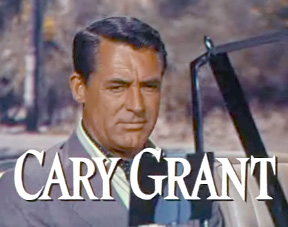
Cary Grant în Să prinzi un hoț (1955)

- Ultimul fort (1935)
- Suspiciune (1941)
- Arsenic și dantelă veche (1944)
- Notorious (1946)
- Soția episcopului (1947)
- Afaceri încurcate (1952)
- Să prinzi un hoț (1955)
- Mândrie și pasiune (1957)
- La nord, prin nord-vest (1959)
- Șarada (1963)
- Father Goose (1964)